# Otto Bruchwitz
Otto Bruchwitz (2 avril 1877 - 12 octobre 1956) est un pédagogue et chercheur allemand.

## Biographie
Enseignant de profession, c'est en Poméranie allemande qu'il s'est fait un nom en tant que chercheur. Une grande partie de son travail sur la Poméranie allemande est disponible aux archives de Greifswald. Il s'agit principalement de documents concernant des recherches en généalogie sur les familles de la région.
Il est récipiendaire de l'ordre du Mérite patriotique, en 1955.